# Selenidera culik
La tucaneta de la Guayana (Selenidera culik) es una especie de tucán sudamericano presente en las selvas de las guayanas, Venezuela y parte de Brasil.

## Hábitat
Vive por debajo de los 900 m de altitud en la tierra firme del bosque húmedo y el bosque de galería, siempre sobre las copas de los árboles.

## Descripción
Mide 34 a 35 cm de longitud. Pico rojo hacia la base, negro hacia la punta. En ambos géneros el dorso, el vientre, las alas y la cola son verdes, la cola con puntas rojizas; la región infracaudal es roja; la línea auricular amarilla y la piel alrededor del ojo es azul turquesa celeste. El macho la corona, nuca, cuello, garganta y pecho son negros; en la hembra grises, excepto la nuca que es rojiza.

## Alimentación
Se alimenta principalmente de frutos, apreciando especialmente los de la palma Oenocarpus bacaba y los de Cecropia. Consume en menor escala insectos y otros artrópodos.